# Diocesi di Cisamo
La diocesi di Cisamo (in latino:  Dioecesis Cisamensis) è una sede soppressa e sede titolare della Chiesa cattolica.

## Storia
Cisamo, corrispondente all'attuale città di Kissamos nell'unità periferica di La Canea, è un'antica sede vescovile di Creta, suffraganea dell'arcidiocesi di Gortina. La diocesi è documentata in diverse Notitiae Episcopatuum del patriarcato di Costantinopoli dal IX al XII secolo.
Sono solo due i vescovi greci del primo millennio cristiano di cui si ha conoscenza: Niceta, che prese parte al concilio in Trullo del 692; e Leone, che partecipò al secondo concilio di Nicea nel 787.
In seguito alla conquista veneziana dell'isola (1212), le diocesi greche esistenti furono amministrate dai vescovi di rito latino e sottomesse al metropolita latino dell'arcidiocesi di Candia. Non si conoscono vescovi latini di Cisamo per il XIII secolo; il primo noto è Tantobono (Tantusbonus), documentato tra il 1302 e il 1307. La cattedrale di Chissamo era dedicata a San Michele.
Nel Cinquecento la diocesi perse d'importanza. Il 1º giugno 1520 papa Leone X sancì l'unione di Cisamo con la diocesi di Ario ed affidata alle cure del vescovo Bartolomeo Sirigo; questa decisione fu confermata da papa Clemente VII il 25 gennaio 1524; ma l'ottobre successivo fu nominato un nuovo vescovo di Cissamo. Alle dimissioni di Prospero Santacroce nel 1572, la sede fu affidata in amministrazione a Gerolamo Ragazzoni, che era stato cacciato da Famagosta, dopo che Cipro era stata occupata dai Turchi. Quando questi fu trasferito a Novara (1576), non fu più sostituito e la diocesi rimase vacante. Qualche anno dopo un vescovo greco, Gerasimo Paleocapas, ottenne dal governo veneziano di poter occupare la sede di Cisamo finanziandola con i suoi proventi personali; è documentato nel 1583 e morì nel 1590. La sede latina fu soppressa agli inizi del XVII secolo.
Con la fine della dominazione veneziana, fu restaurata la gerarchia greca in tutta l'isola. La sede di Cisamo sussiste oggi con il doppio titolo di "Metropolia di Kissamos e Selino".
Dal XVIII secolo Cisamo è annoverata tra le sedi vescovili titolari della Chiesa cattolica; la sede è vacante dal 25 maggio 1994.

## Cronotassi

### Vescovi greci
- Niceta (o Teopempto) † (menzionato nel 692)
- Leone † (menzionato nel 787)

### Vescovi latini
- Tantobono † (menzionato tra il 1302 e il 1307)
- Belleto †
- Guglielmo Maurococchi[6], O.F.M. † (20 settembre 1346 - ?)
- Nicola, O.F.M. † (? - 17 giugno 1349 nominato vescovo di Vieste)
- Guglielmo Emergavi, O.F.M. † (17 giugno 1349 - ? deceduto)
- Giovanni † (9 agosto 1361 - 25 luglio 1363 nominato vescovo di Orte)
- Simone Panzani † (17 aprile 1364 - dopo ottobre 1265 deceduto)
- Nicolò Foscarini ? † (menzionato ad aprile 1366)[7]
- Aicardo de Lasale, O.E.S.A. † (8 giugno 1366 - ? deceduto)
- Marco Marcello † (3 marzo 1371 - dopo giugno 1381 deceduto)
- Angelo Barbarigo † (prima di dicembre 1385 - 21 settembre 1406 nominato vescovo di Verona)
  - Pietro di Lerino, O.F.M. † (11 luglio 1383 - ?) (antivescovo)
- Antonio da Teramo † (13 ottobre 1406 - ? deceduto)
  - Leone Zeno † (31 gennaio 1411 - ? deceduto) (antivescovo)
- Francesco Orsi † (circa 1411 - dopo l'11 settembre 1428 deceduto)
- Nicola da Molin[8] † (18 febbraio 1429 - ? deceduto)
- Bartolomeo Maurizi † (8 gennaio 1440 - ? deceduto)
- Manuele Rosi † (17 novembre 1441 - dopo marzo 1470 deceduto)
- Tommaso Cassini † (4 giugno 1473 - ? deceduto)
- Antonio Savino † (27 gennaio 1496 - 1498 deceduto)
- Domenico Aleppo † (3 agosto 1498 - dopo il 1515 dimesso)
  - Sede unita con la diocesi di Ario (1520 ? - 1524)
- Michele Zono † (17 ottobre 1524 - dopo il 21 ottobre 1537 deceduto)
- Agostino Steuco, C.R.S.A. † (11 gennaio 1538 - dopo il 4 settembre 1547 deceduto)
- Prospero Santacroce † (22 marzo 1548 - 1572 dimesso)
  - Gerolamo Ragazzoni † (10 dicembre 1572 - 19 settembre 1576 nominato vescovo di Novara) (amministratore apostolico)

### Vescovi titolari
- Fortunato Bisleti † (15 novembre 1728 - prima del 22 settembre 1749 deceduto)
- Miguel Anselmo Álvarez de Abreu y Valdéz † (22 settembre 1749 - 22 aprile 1765 nominato vescovo di Antequera)
- Giovanni Pettani † (14 febbraio 1767 - ? deceduto)
- Martin Nuck von Lichtenhoff † (13 novembre 1775 - 21 giugno 1780 deceduto)
- José Casquete Prado, O.S.Iacobi † (18 dicembre 1797 - 2 febbraio 1838 deceduto)
- Dominik Mayer † (1º ottobre 1863 - 4 maggio 1875 deceduto)
- Adrien-François Rouger, C.M. † (4 settembre 1883 - 31 marzo 1887 deceduto)
- Thomas William Wilkinson † (5 giugno 1888 - 28 dicembre 1889 nominato vescovo di Hexham e Newcastle)
- Charles Maurice Graham † (25 settembre 1891 - 25 ottobre 1902 succeduto vescovo di Plymouth)
- Giovanni Mouradian † (7 agosto 1905 - 11 luglio 1911 deceduto)
- Heinrich Joeppen † (27 ottobre 1913 - 22 febbraio 1927 deceduto)
- Lajlo Budanovic † (28 febbraio 1927 - 16 marzo 1958 deceduto)
- Nikollë Troshani † (18 aprile 1958 - 25 maggio 1994 deceduto)